# Миссионеры из Марианхилла
Миссионеры из Марианхилла (лат. Congregatio Missionarium de Mariannhill, CMM) — католическая мужская монашеская конгрегация. Наименование конгрегации происходит от селения Марианхилл, который находится поблизости от Пайнтауна, провинция Квазулу-Натал, Южная Африка.

## История
Конгрегация была основана в 1882 году католическим священником Францем Пфаннером из траппистского аббатства Марианхилл в Южной Африке. Франц Пфаннер считал, что духовное правило траппистов в аббатстве Марианхилл было чрезмерно строгим, и потому являлось препятствием для развития миссионерского дела в Южной Африке. Со своими единомышленниками он создал отдельную монашескую конгрегацию с более мягким уставом. Согласно Уставу конгрегация объединяла священнослужителей, приносящих монашеские обеты послушания, целомудрия и нищеты, монашествующих братьев и мирян, желавших участвовать в деятельности конгрегации.  
2 февраля 1909 года Римский папа Пий X отделил монастырь Марианхилл от трапистского ордена и 21 марта 1936 году Устав новой конгрегации, основанный на Правиле святого Бенедикта, был окончательно утверждён.
В 2007 году конгрегация объединяла 33 миссий, в которых работают 214 священников, 176 монашествующих и мирских братьев.

## Святые конгрегации
- Унцайтиг, Энгельмар (1911—1945) — блаженный.